# Ivo Ivančević
Ivo Ivančević, hrvaški zdravnik, * 19. december 1892, Zagreb, † 11. november 1970, Rogaška Slatina.
Ivančević je bil profesor na zagrebški Medicinski fakulteti, upravnik farmakološkega inštituta.
Objavljal je znanstvene članke iz farmakologije, fiziologije in patofiziologije. Napisal je učbenika Farmakologija i patofiziologija in Farmakoterapija.